# Johan Dybeck
Johan Dybeck var en svenska domkyrkoorganist i Växjö församling.

## Biografi
Dybeck var före 1740 organist i Karlskrona stadsförsamling. Dybeck blev 1740 domkyrkoorganist i Växjö församling. Han blev 1742 organist i Halmstads församling.